# Marie-France Dubreuil
Marie-France Dubreuil (Montréal, 11 agosto 1974) è un'ex danzatrice su ghiaccio e allenatrice di pattinaggio canadese.
Insieme a Patrice Lauzon ha vinto l'argento al Campionato del mondo nel 2006 e nel 2007. La coppia ha vinto anche un oro (2007), due argenti (2000 e 2004) e un bronzo al Campionato dei Quattro continenti.

## Biografia
Dubreuil ha iniziato a pattinare a cinque anni, ed è passata alla danza su ghiaccio quando aveva dieci anni. Insieme al suo primo partner, Bruno Yvars, ha vinto la medaglia di bronzo al Campionato del mondo junior nel 1990. Nel 1996 ha iniziato a pattinare insieme a Patrice Lauzon. La coppia ha vinto l'argento al Campionato dei Quattro continenti nel 2000, il loro primo Campionato ISU. In seguito al ritiro dei loro allenatori, Sylvie Fullum e Francois Vallee, al termine della stagione 2001-2002, i pattinatori si sono trasferiti in Francia per allenarsi con Muriel Boucher-Zazoui.
Dubreuil/Lauzon si sono ritirati nel 2008, dopo aver vinto cinque volte il Campionato nazionale canadese, due argenti mondiali, quattro medaglie, fra cui una di bronzo, al Campionato dei Quattro continenti e un argento (2007) e un bronzo (2008) alla Finale del Grand Prix. Le loro due partecipazioni ai Giochi olimpici si sono concluse con un dodicesimo posto nel 2002 e un ritiro a causa di un infortunio subito in una caduta nel 2006.
Dubreuil e Lauzon si sono sposati nel 2008. Nel 2010 Dubreuil ha dato alla luce una bambina.
Dopo aver lasciato le gare Dubreuil e Lauzon sono diventati allenatori. Fra i loro studenti vi sono:
- Madison Chock / Evan Bates[6]
- Lilah Fear / Lewis Gibson[7]
- Madison Hubbell / Zachary Donohue[8]
- Misato Komatsubara / Tim Koleto[9]
- Gabriella Papadakis / Guillaume Cizeron[10]
- Tessa Virtue / Scott Moir[11]

## Palmarès
GP: Champions Series / Grand Prix

### Con Patrice Lauzon
| Internazionali                    | Internazionali | Internazionali | Internazionali | Internazionali | Internazionali | Internazionali | Internazionali | Internazionali | Internazionali | Internazionali | Internazionali | Internazionali |
| Evento                            | 95–96          | 96–97          | 97–98          | 98–99          | 99–00          | 00–01          | 01–02          | 02–03          | 03–04          | 04–05          | 05–06          | 06–07          |
| --------------------------------- | -------------- | -------------- | -------------- | -------------- | -------------- | -------------- | -------------- | -------------- | -------------- | -------------- | -------------- | -------------- |
| Giochi olimpici invernali         |                |                |                |                |                |                | 12°            |                |                |                | R              |                |
| Campionati mondiali               |                |                |                |                | 10°            | 11°            | 10°            | 10°            | 8°             | 7°             | 2°             | 2°             |
| Campionati dei Quattro continenti |                |                |                |                | 2°             | 3°             |                | 4°             | 2°             |                |                | 1°             |
| GP Finale                         |                |                |                |                |                | 6°             | 6°             | 6°             | 6°             | 5°             | 3°             | 2°             |
| GP Cup of China                   |                |                |                |                |                |                |                |                |                | 3°             |                |                |
| GP Cup of Russia                  |                |                | 6°             |                | 5°             | 6°             |                |                |                |                |                |                |
| GP Lalique                        |                |                |                | 6°             |                |                |                |                | 2°             |                |                |                |
| GP NHK Trophy                     |                |                |                |                |                |                | 4°             |                |                |                | 1°             | 1°             |
| GP Skate Canada                   |                |                |                |                | 4°             | 3°             |                | 2°             | 3°             | 2°             | 1°             | 1°             |
| GP Spark./Bofrost                 |                |                |                | 8°             |                |                | 2°             | 4°             |                |                |                |                |
| Bofrost Cup                       |                |                |                |                |                |                |                |                | 1°             |                |                |                |
| Czech Skate                       |                |                | 1°             |                |                |                |                |                |                |                |                |                |
| Golden Spin                       |                | 2°             |                |                |                |                |                |                |                |                |                |                |
| Lysiane Lauret Challenge          |                |                | 11°            |                |                |                |                |                |                |                |                |                |
| Schäfer Memorial                  |                | 6°             |                |                |                |                |                |                |                |                |                |                |
| Nazionali                         |                |                |                |                |                |                |                |                |                |                |                |                |
| Campionati canadesi               | 6°             | 4°             | 4°             | 4°             | 1°             | 2°             | 2°             | 2°             | 1°             | 1°             | 1°             | 1°             |
| R = Ritirati                      |                |                |                |                |                |                |                |                |                |                |                |                |

### Con Tomas Morbacher
| Evento            | 1994 |
| ----------------- | ---- |
| Skate America     | 8°   |
| Trophée de France | 8°   |

### Con Bruno Yvars
| Evento                               | 1989–90 | 1990–91 | 1991–92 |
| ------------------------------------ | ------- | ------- | ------- |
| Campionati mondiali                  | 3°      | 5°      |         |
| Grand Prix International St. Gervais |         |         | 1°      |